# Una famiglia allo sbaraglio
Una famiglia allo sbaraglio (The Even Stevens Movie) è un film per la televisione del 2003 basato sulla serie Even Stevens (sempre prodotta da Disney Channel).

## Trama
Gli Stevens ricevono una visita da un uomo che dice loro che hanno vinto un viaggio gratis in un'isola chiamata Mandelino (isola che in realtà non esiste). Gli Stevens subito felici della notizia pensano "Che bello!" in realtà non sanno che saranno spiati per tutto il tempo da telecamere nascoste sull'isola e che parteciperanno ad un reality show chiamato Family Fakeout.

## Curiosità
- I titoli originali per film erano The Even Stevens Movie: The Stevens Get Even e The Stevens Get Even.